# Vinnie Shahid
Vincent Malik "Vinnie" Shahid (Mineápolis, Minnesota; 13 de mayo de 1998) es un baloncestista estadounidense que en la actualidad juega en las filas del Crailsheim Merlins de la ProA, la segunda división alemana. Con 1,80 metros de estatura, juega en la posición de base.

## Trayectoria deportiva
Es un jugador formado en la Hopkins High School de Minnetonka en Minnesota, hasta que en 2016 ingresó en el Western Nebraska Community College donde jugaría durante dos temporadas, antes de ingresar en 2018 en la Universidad Estatal de Dakota del Norte, institución académica ubicada en Fargo, Dakota del Norte, donde jugaría durante dos temporadas la NCAA con los North Dakota State Bison, desde 2018 a 2020.
En 2021, llega a Europa para jugar en el AB Contern de la Total League, la máxima competición luxemburguesa.
En la temporada 2021-22, firma por el Cergy-Pontoise Basketball de la LNB Pro B francesa.
En la temporada 2022-23, firma por el UMF Þór Þorlákshöfn de la Úrvalsdeild karla, donde sería nombrado mejor jugador extranjero de la liga.
En verano de 2023, reforzó al Niagara River Lions de la CEBL.
El 1 de julio de 2023 fichó por el Openjobmetis Varese de la Lega Basket Serie A italiana.
El 29 de junio de 2024 firmó con el Crailsheim Merlins de la ProA, la segunda división alemana.